# Hugo Krötzsch
Hugo Krötzsch (* 26. Februar 1858 in Leipzig; † 30. Mai 1937 ebenda) war ein Verleger philatelistischer Literatur, Briefmarken-Prüfer, Briefmarkenhändler und Kenner altdeutscher Marken.

## Leben
Er war bekannter philatelistischer Schriftsteller mit sehr vielen Fachartikeln. Er hatte einen eigenen philatelistische Verlag in Leipzig, Langestraße 22, ab 1893 mit der Absicht, alle seinerzeit bekannten und beliebten Postgebiete handbuchartig herauszubringen. Er brachte zudem Sammlerzubehör heraus. In den 1890er Jahren brachte er mit dem „Horn-Album“ und dem „Schwarz-Album“ zwei verschiedene Feldervordrucke für Briefmarkensammler auf den Markt. Er war befreundet mit dem Philatelisten Arthur Ernst Friedrich Glasewald, in dessen Nähe er wohnte und hatte gute Kontakte zum philatelistischen Verlag der Gebrüder Senf in Leipzig. Krötzsch war Herausgeber der Deutschen Briefmarken-Zeitung von 1896 bis 1919 und von 1894 bis 1896 die „Vierteljahrs-Beiträge zum philatelistischen Permanent-Sammelwerk“. Außerdem war er Prüfer für Bergedorf-Marken. Seine große philatelistische Bibliothek ging über an den Verleger Carl Gustav Vogel, Pößneck, dann an dessen Söhne und schließlich an die Deutsche Bücherei in Leipzig.
Krötzsch hatte einen Sohn mit dem Namen Kurt (1892–1944), der ab 1. Juli 1929 Inhaber des Geschäfts wurde und dieses jahrelang weiterführte.

## Werke
- „Permanentes Handbuch der Postfreimarkenkunde“ (1893/97) als Herausgeber, auch als „Krötzsch-Handbücher“ bekannt
- „Illustrierten Katalog über deutsche Postfreimarken“ (1896)
- „Handbuch über Bergedorf-Marken“ als Herausgeber

## Mitgliedschaften
- BSV Gößnitz
- IPHV Berlin
- Sächsischer Briefmarken-Händler-Verein
- Germania-Ring (Ehrenmitglied)

## Auszeichnungen
- 1920 Hans-Wagner-Medaille
- 1928 Lindenberg-Medaille
- 1929 Glasewald-Medaille